# Куритиба
25°26′ пд. ш. 49°16′ зх. д. / 25.433° пд. ш. 49.267° зх. д.
Курити́ба (також Куріті́ба, точніше: Курічі́ба, порт. Curitiba) — місто в Бразилії, столиця штату Парана.
2022 року населення міста становило близько 1,77 млн осіб. Міська агломерація Куритиби охоплює 26 муніципалітетів із загальною чисельністю населення понад 3,2 млн. (2006, оцінка IBGE). Куритиба є культурним, політичним та економічним центром Південного регіону Бразилії, найбільшим і одним з найважливіших міст. Головний аеропорт Куритиби, Міжнародний аеропорт Афонсу Пена, — один з найсучасніших бразильських терміналів і другий найважливіший аеропорт у Південній Бразилії.
Місто розміщене на плато на висоті 932 м над рівнем моря, за 105 км на захід від морського порту Паранагуа. Мешканці Куритиби називаються куритибанцями (Curitibanos).

## Назва
За поширеною думкою, назва «Куритиба» походить від слів мови тупі kurí tyba — «багато сосен», оскільки тут росте багато бразильських сосен (араукарія бразильська). Португальці, які заснували місто 1693 року, надали йому назву «Vila da Nossa Senhora da Luz dos Pinhais» (Село Нашої Богородиці Світла в Сосняку). Назва була замінена на «Curitiba» в 1721 році.

## Загальний опис
Куритиба офіційно стала містом 1842 року. Її зростанню сприяла вигідна торгівля великою рогатою худобою, через стратегічне розмі́щення міста на півшляху між фермами Півдня і ринками Півночі. Хвилі європейських іммігрантів почали прибувати до міста після 1850 року, переважно німці, італійці, поляки та українці. Нині в Куритибі проживає найбільша кількість етнічних українців у Бразилії, хоча вони й загалом асимілювалися з португаломовним суспільством. Федеральний університет штату Парана (Universidade Federal do Paraná), перший повноцінний університет Бразилії, був заснований у Куритибі 1913 року, у тому ж році, коли в місті був запущений перший трамвай.

## Клімат
У Куритибі субтропічний високогірний клімат (Cfb за класифікацією кліматів Кеппена). Середня температура січня становить +20,4 °C, липня — +12,9 °C. Опадів у рік випадає 1483 мм.
| Клімат Куритиби                                     | Клімат Куритиби | Клімат Куритиби | Клімат Куритиби | Клімат Куритиби | Клімат Куритиби | Клімат Куритиби | Клімат Куритиби | Клімат Куритиби | Клімат Куритиби | Клімат Куритиби | Клімат Куритиби | Клімат Куритиби | Клімат Куритиби |
| Показник                                            | Січ.            | Лют.            | Бер.            | Квіт.           | Трав.           | Черв.           | Лип.            | Серп.           | Вер.            | Жовт.           | Лист.           | Груд.           | Рік             |
| Абсолютний максимум, °C                             | 34,1            | 34,8            | 33,5            | 30,3            | 28,3            | 28,2            | 27,8            | 30,6            | 32,8            | 32,8            | 34,0            | 33,1            | 34,8            |
| Середній максимум, °C                               | 26,6            | 26,7            | 25,7            | 23,1            | 21,1            | 19,6            | 19,4            | 20,9            | 21,3            | 22,6            | 24,5            | 25,4            | 23,1            |
| Середня температура, °C                             | 20,4            | 20,6            | 19,6            | 17,2            | 14,5            | 13,1            | 12,9            | 14,1            | 15,0            | 16,5            | 18,2            | 19,3            | 16,8            |
| Середній мінімум, °C                                | 16,4            | 16,3            | 15,4            | 12,8            | 10,2            | 8,4             | 8,1             | 9,2             | 10,8            | 12,5            | 14,0            | 15,4            | 12,5            |
| Абсолютний мінімум, °C                              | 8,2             | 6,8             | 3,9             | −4              | −2,3            | −4              | −5,2            | −5,2            | −5,4            | −1,5            | −0,9            | 3,6             | −5,4            |
| Норма опадів, мм                                    | 171.8           | 157.6           | 138.8           | 94.8            | 101.0           | 115.6           | 98.8            | 73.4            | 119.2           | 133.3           | 126.9           | 152.3           | 1483.4          |
| Вологість повітря, %                                | 79.0            | 80.0            | 80.0            | 79.0            | 82.0            | 82.7            | 81.0            | 79.0            | 82.0            | 82.0            | 80.0            | 82.0            | 80.7            |
| --------------------------------------------------- | --------------- | --------------- | --------------- | --------------- | --------------- | --------------- | --------------- | --------------- | --------------- | --------------- | --------------- | --------------- | --------------- |
| Джерело: NORMAIS CLIMATOLÓGICAS DO BRASIL 1961-1990 |                 |                 |                 |                 |                 |                 |                 |                 |                 |                 |                 |                 |                 |

## Відомі люди

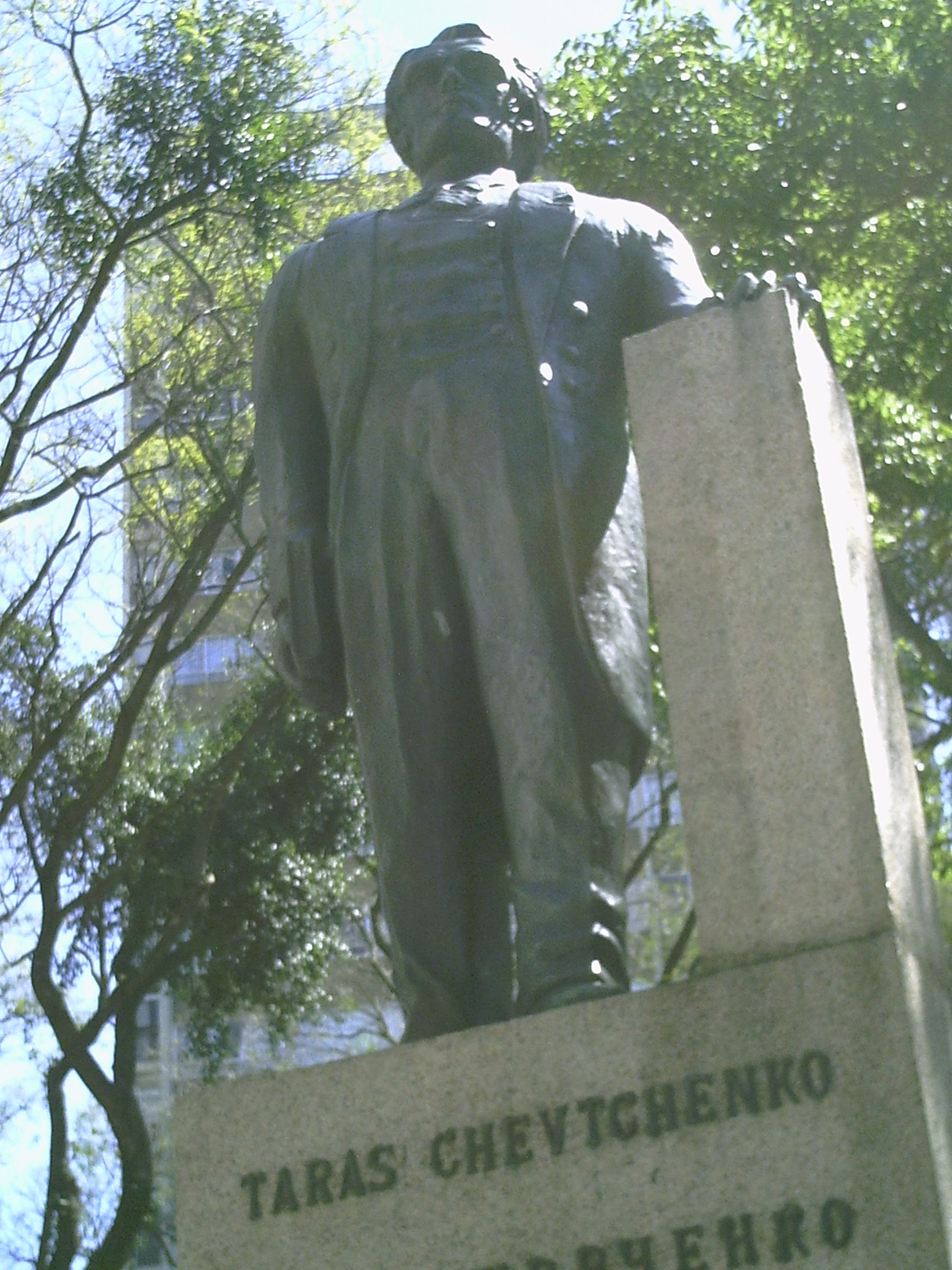
Пам'ятник Тараса Шевченка в Куритибі

- Міґел Бакун — бразильський художник.
- Марія Берушко (1959—1986) — шкільна вчителька, котра врятувала своїх учнів під час пожежі у бразильській школі.
- Волдемарс Акуратерс (1921—1976) — латвійський актор.
- Жейме Лернер (1937) — бразильський політичний діяч, губернатор штату Парана, архітектор, учений-урбаніст.
- Маржорі Естіано (1982) — бразильська акторка та співачка.
- Адріано Коррея (1984) — бразильський футболіст.

### Українці Куритиби

#### Проживання
- український педагог, письменник Іван Боднарук;
- український письменник і журналіст Олександр Ващенко;
- доктор, професор Оксана Борушенко;
- письменник, поет, драматург і байкар Олексій Сеник;

#### Померли
- Андрій Долуд — український військовий діяч, полковник Армії УНР

## Галерея

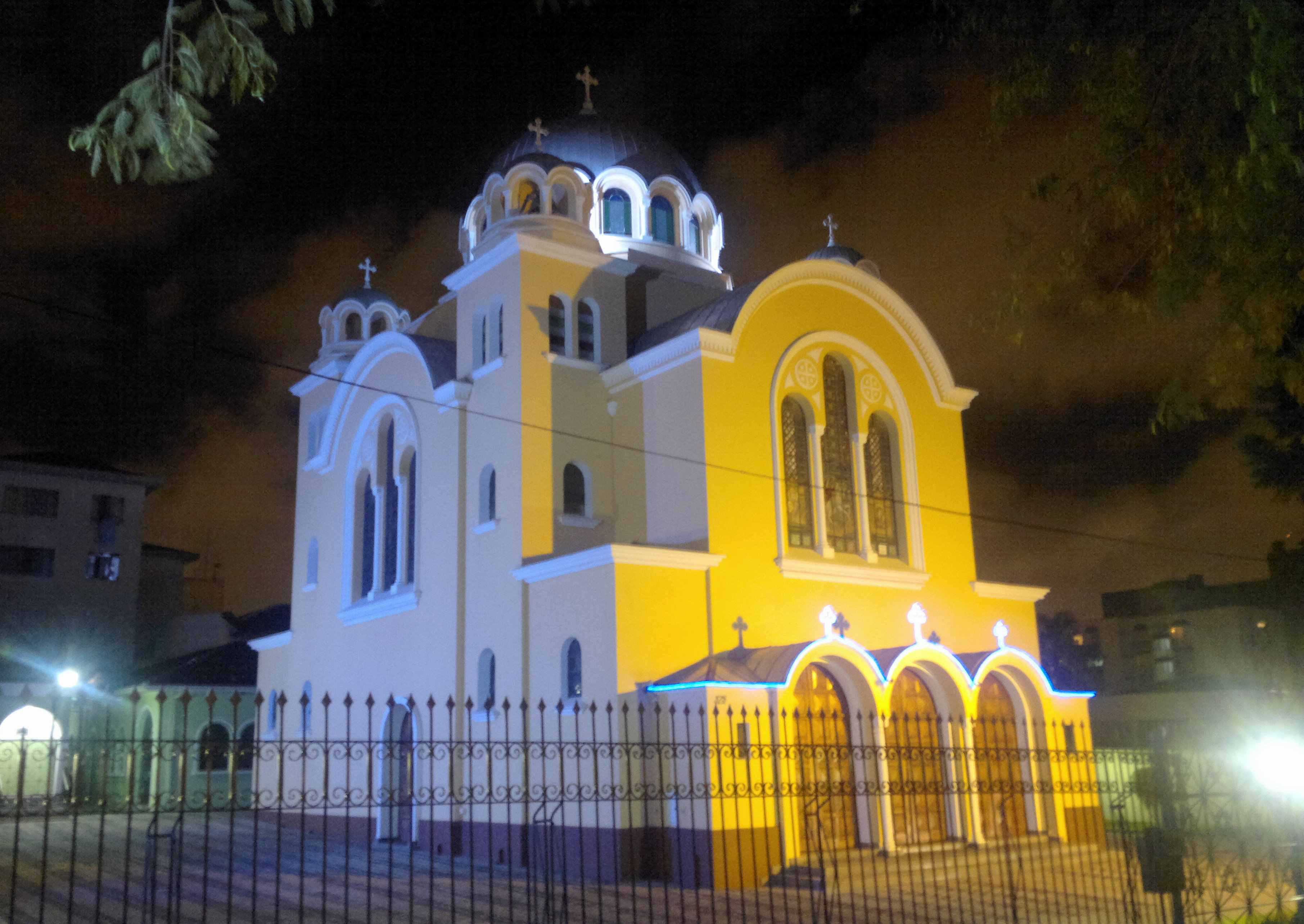
Церква святого Георгія Антіохії
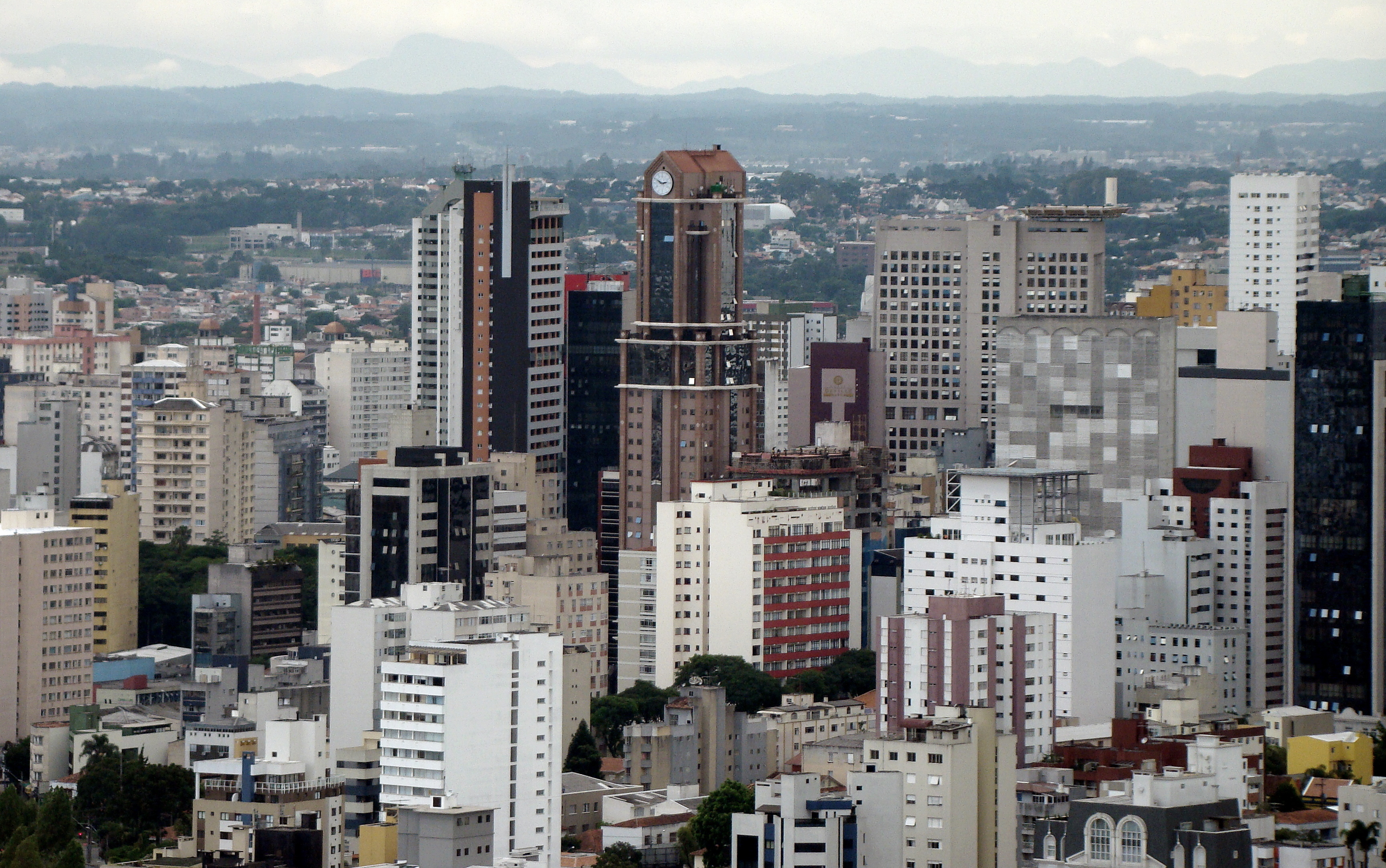
Центральний район міста
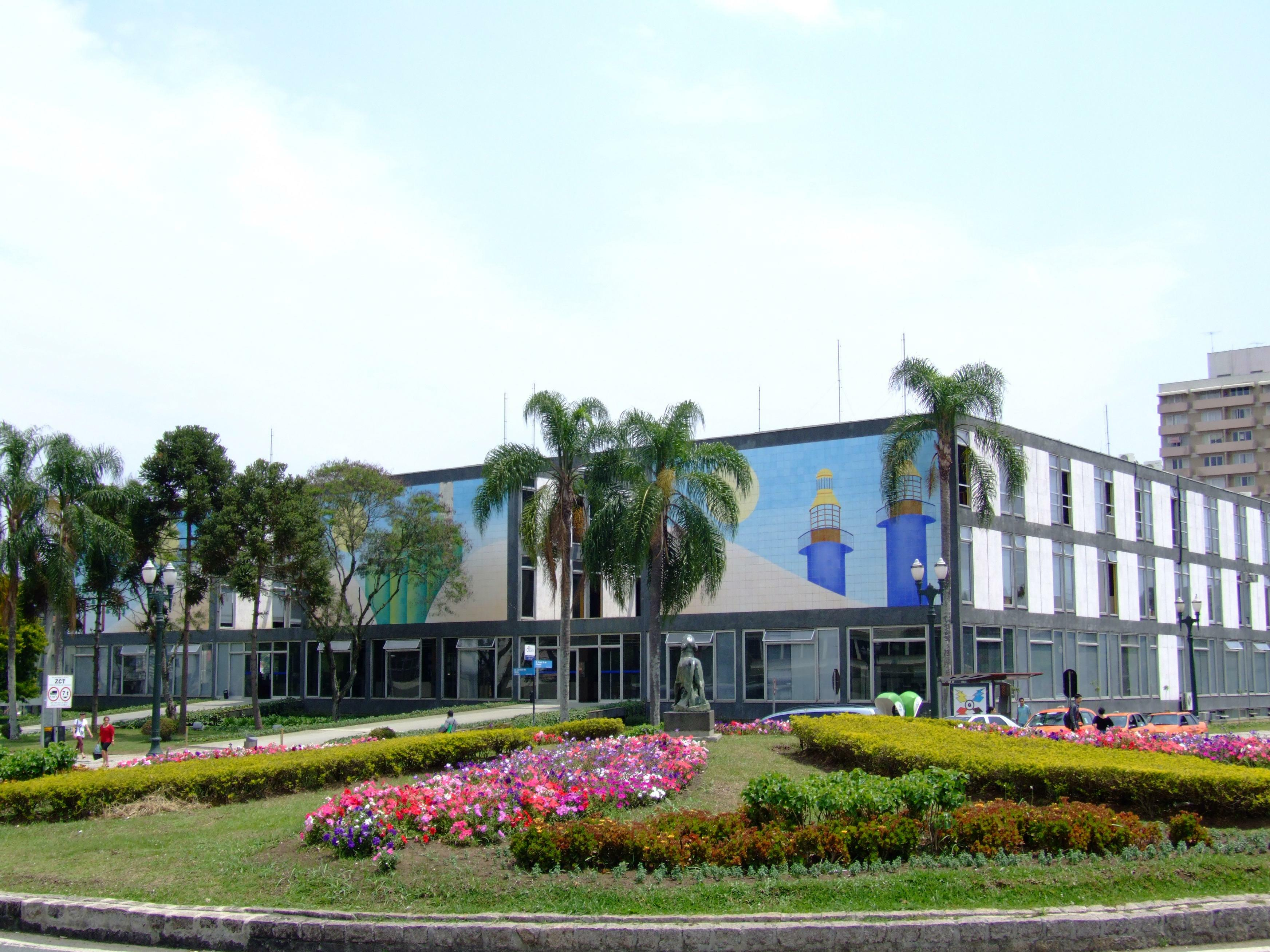
Муніципалітет Куритиби
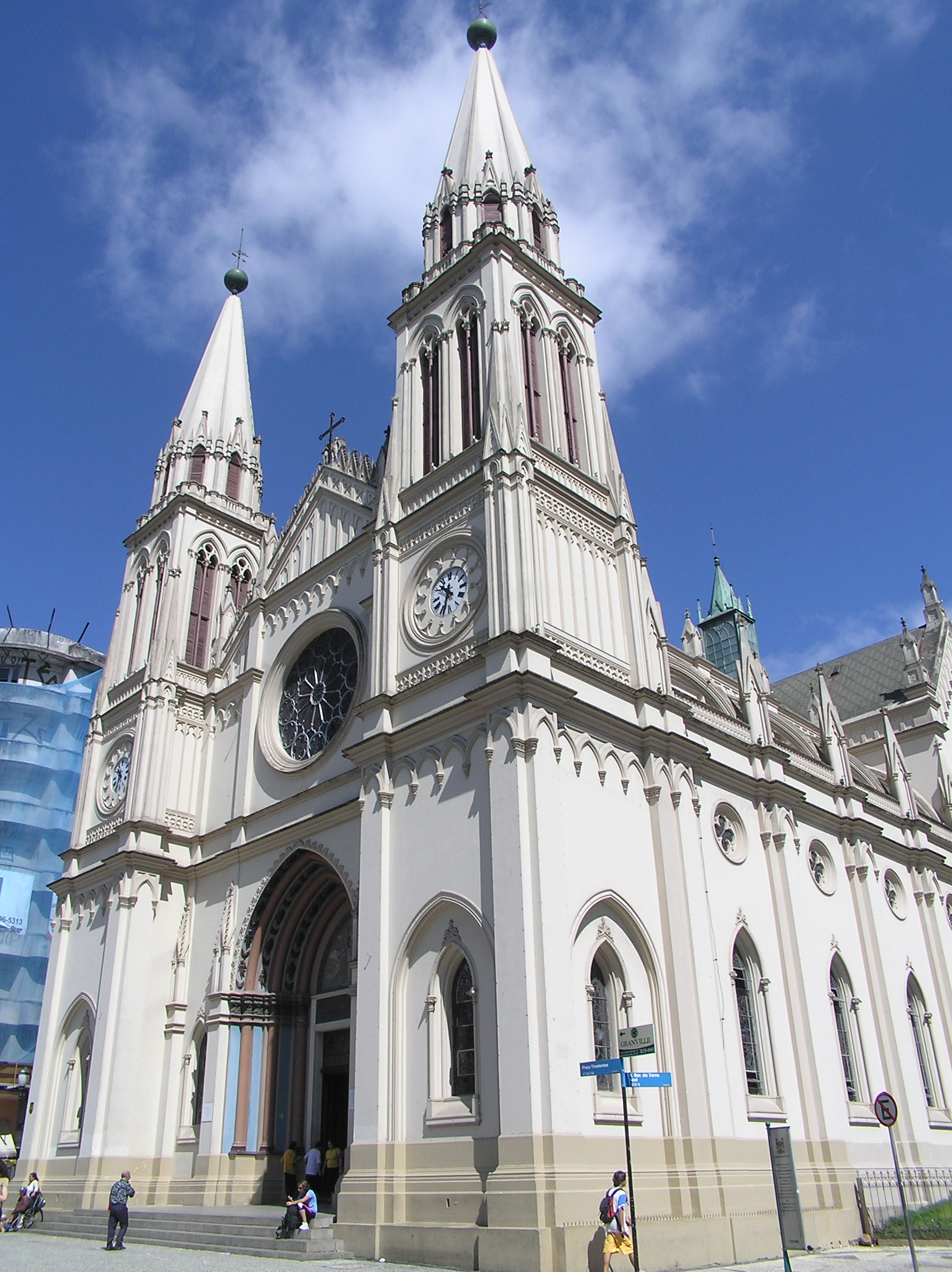
Кафедральний собор Курітіби
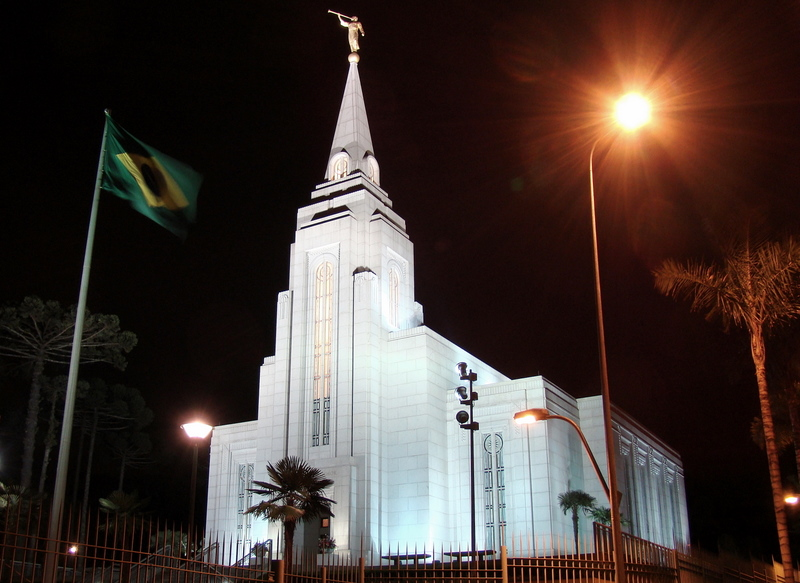
Церква Ісуса Христа святих останніх днів
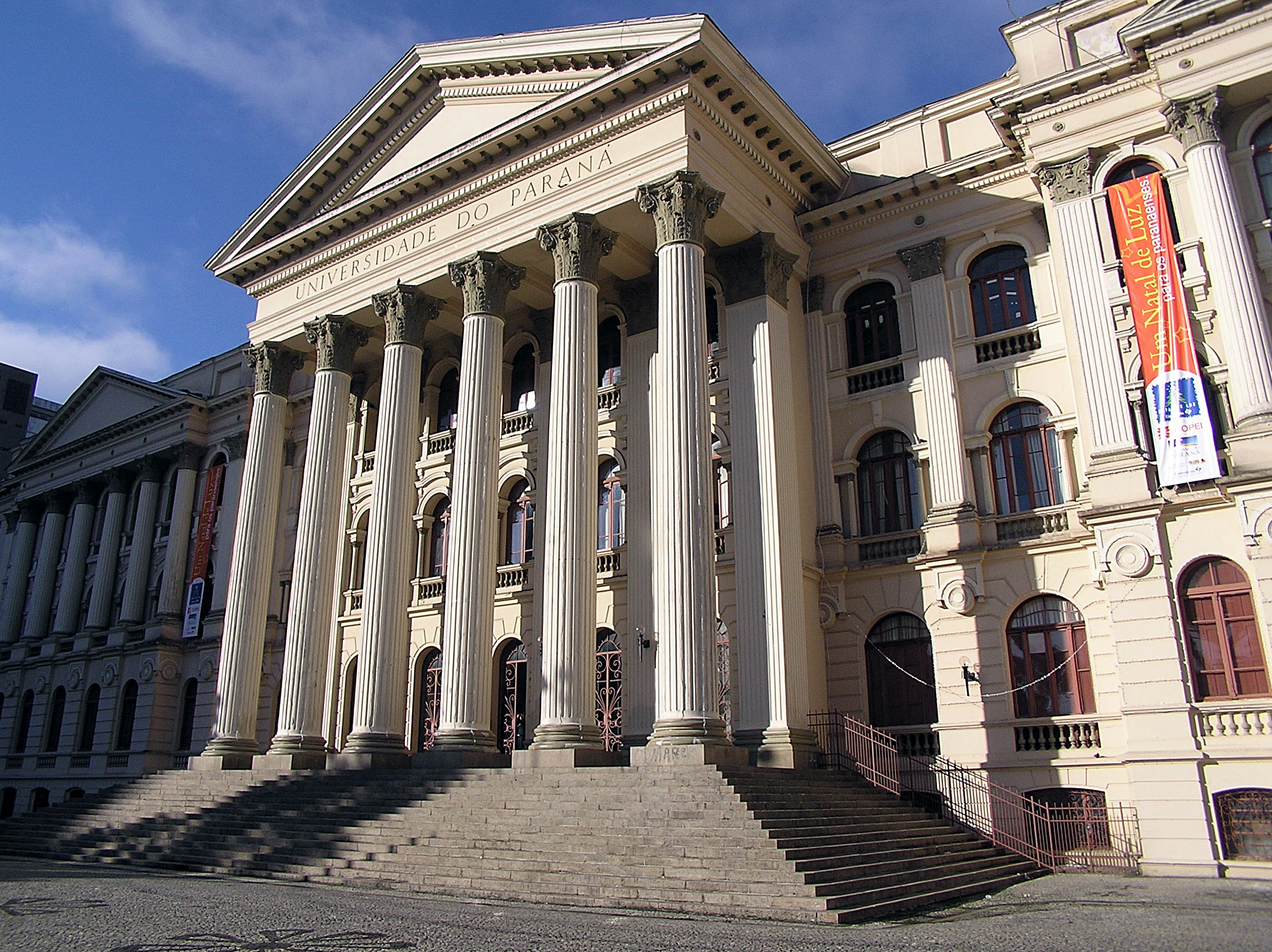
Федеральний університет штату Парана
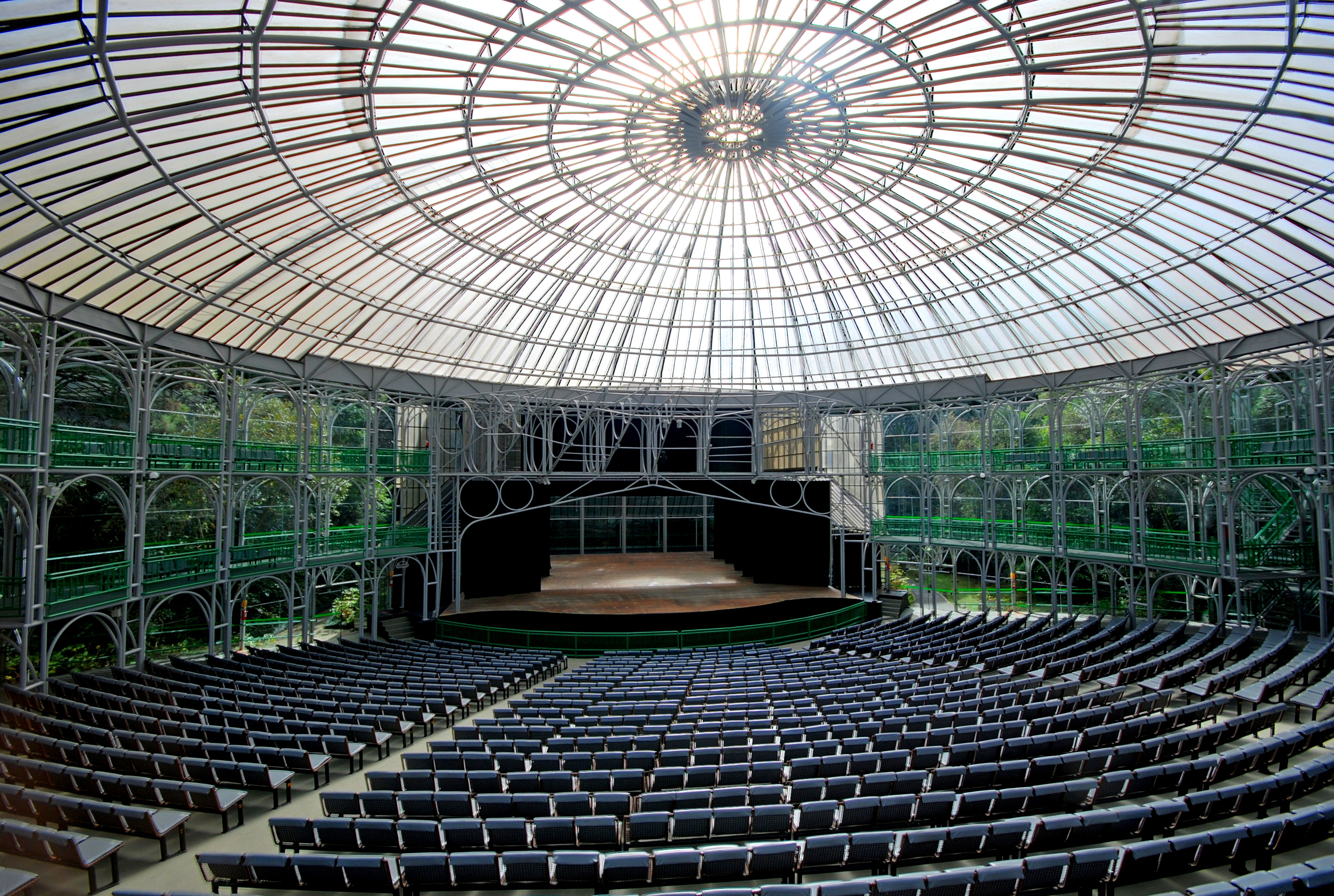
Оперний театр (інтер'єр)
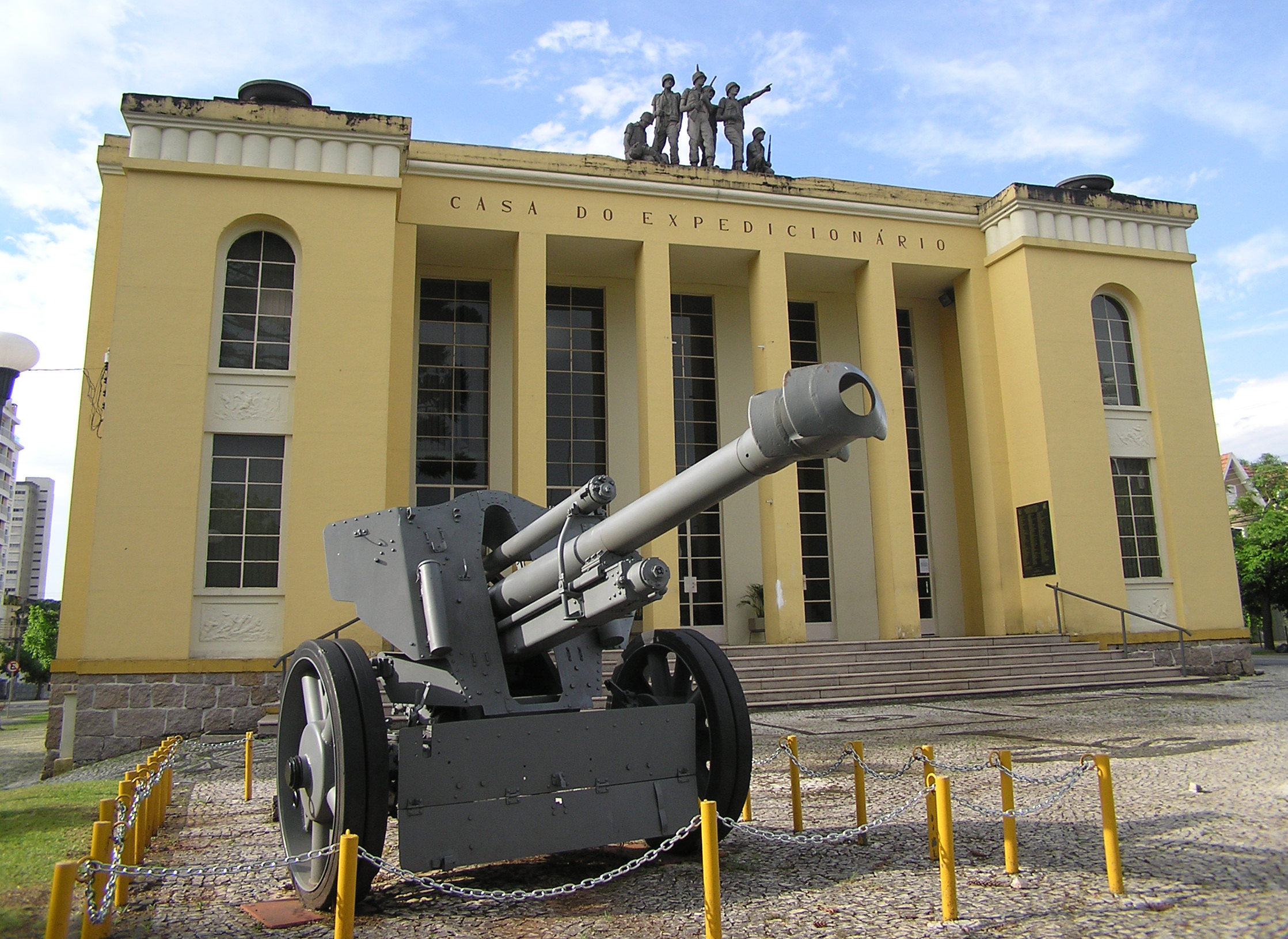
Музей експедиційних сил
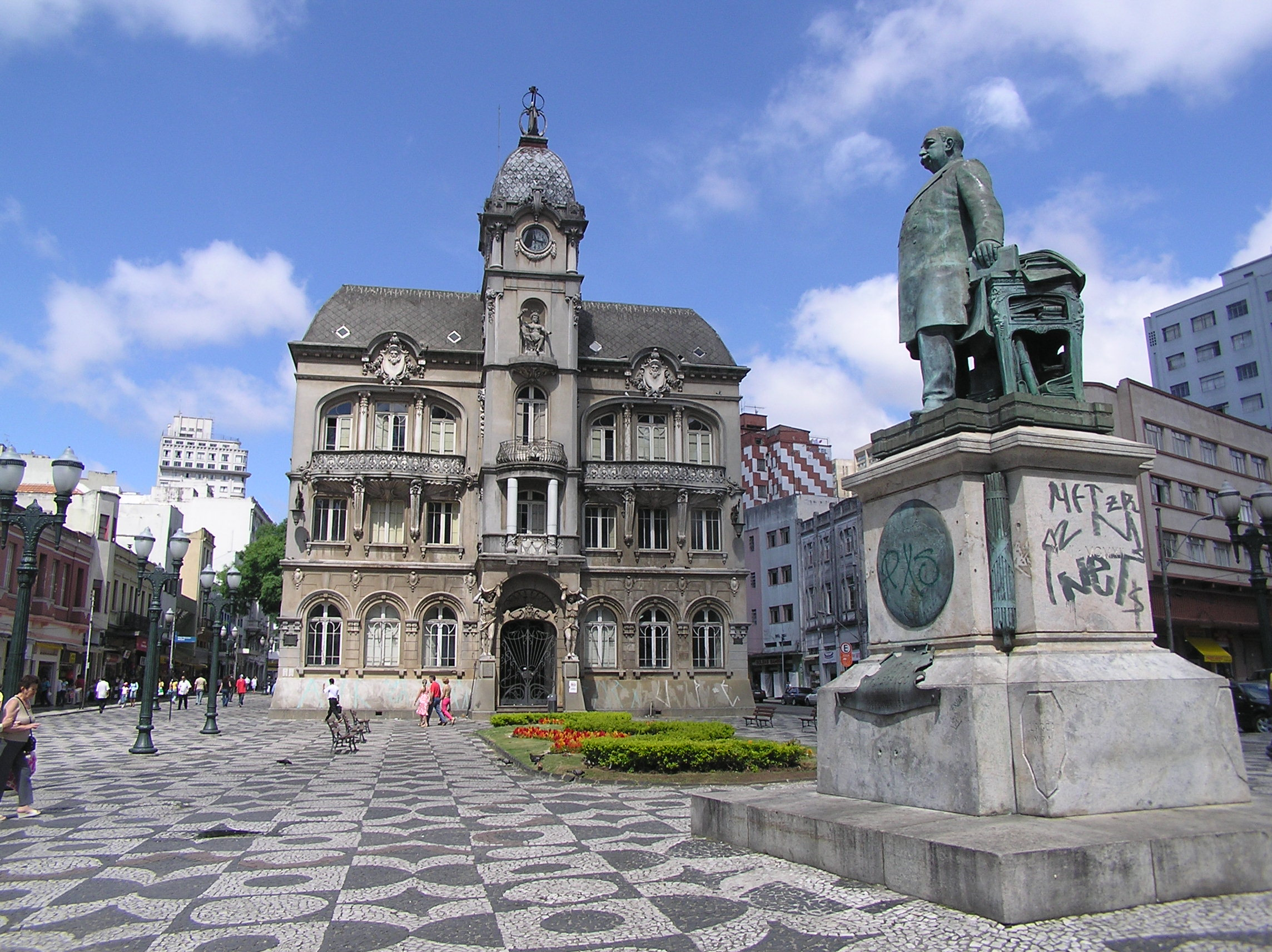
Музей штату Парана
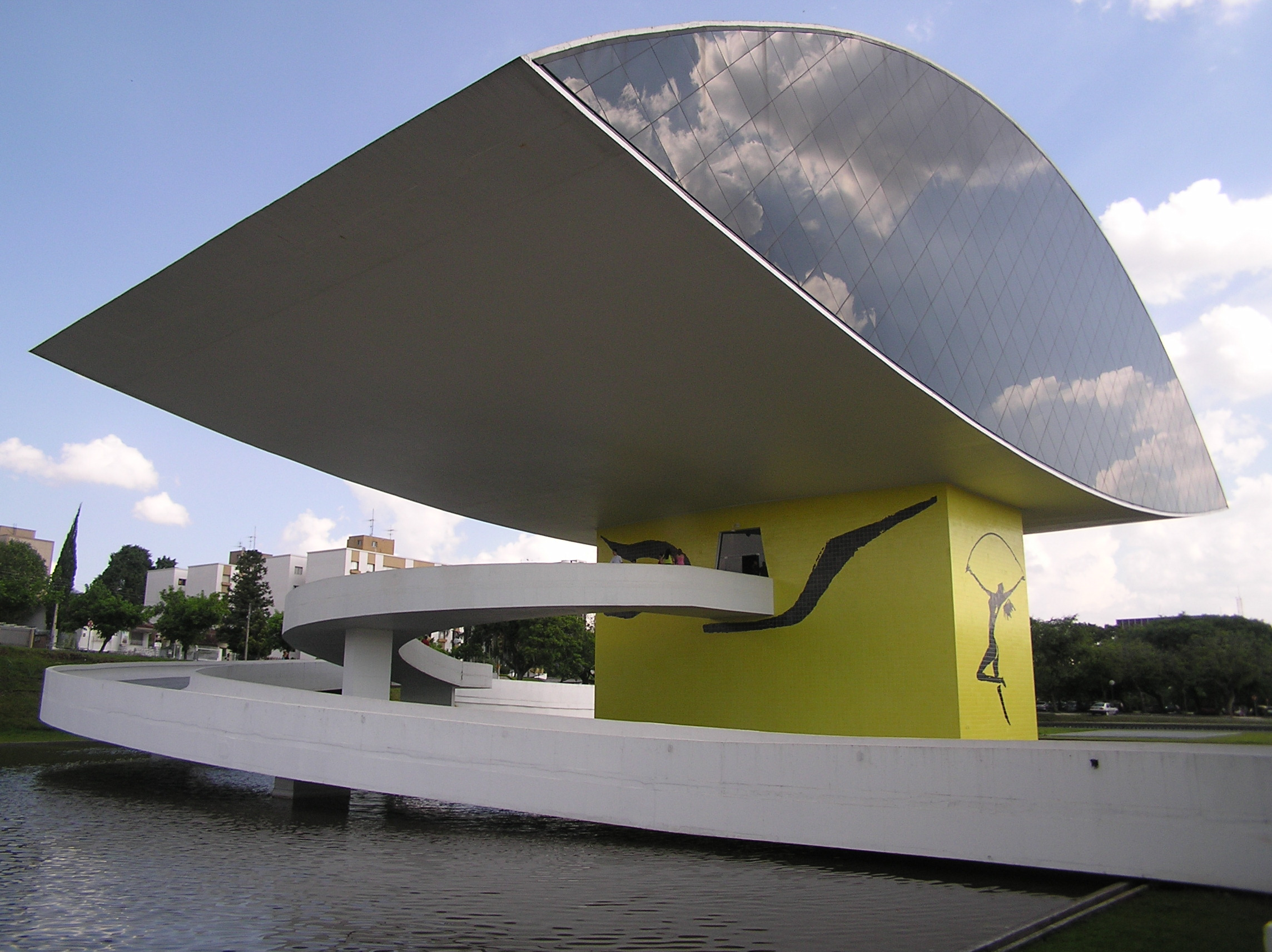
Музей Оскара Німеєра
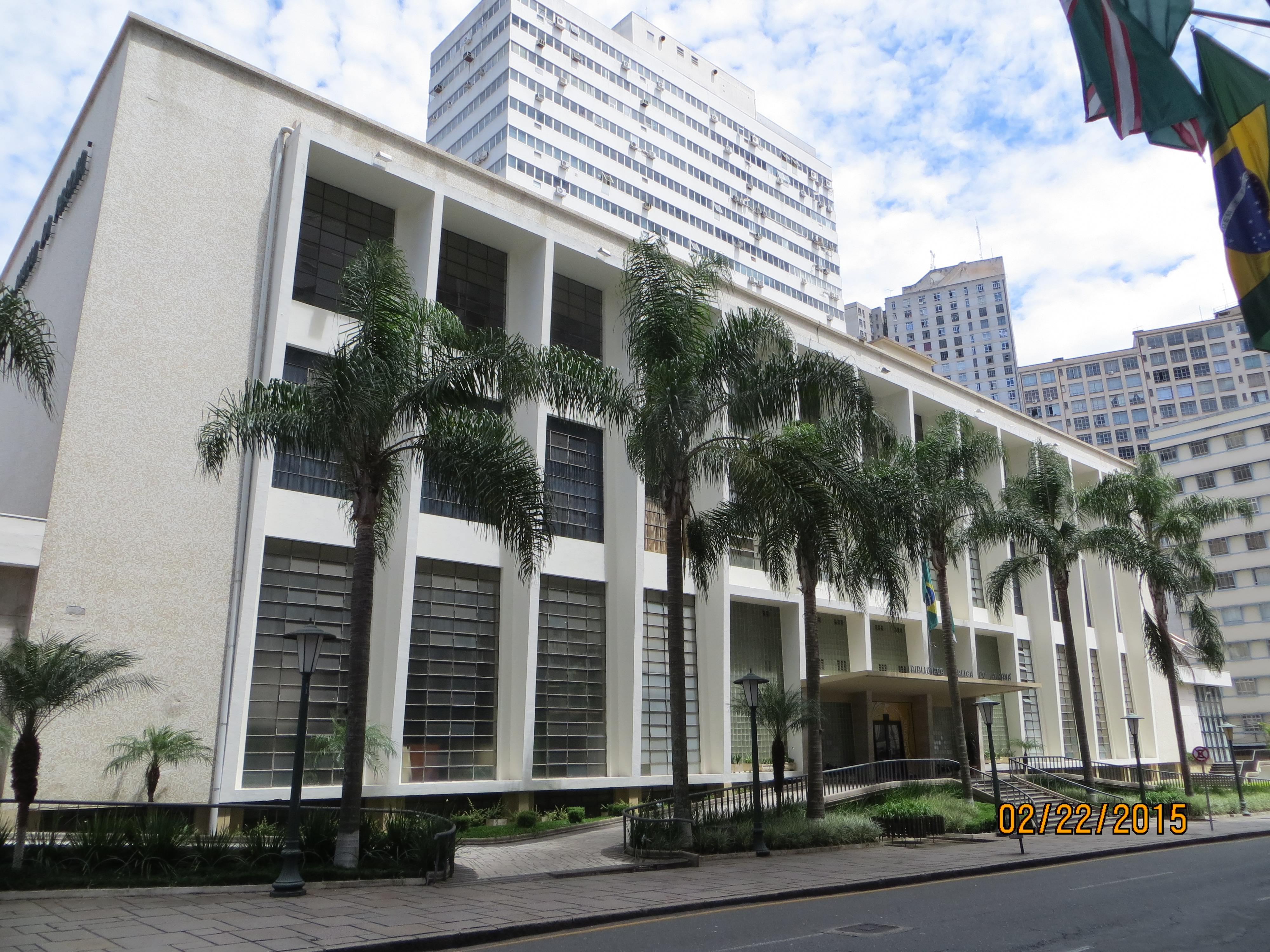
Публічна бібліотека штату Парана
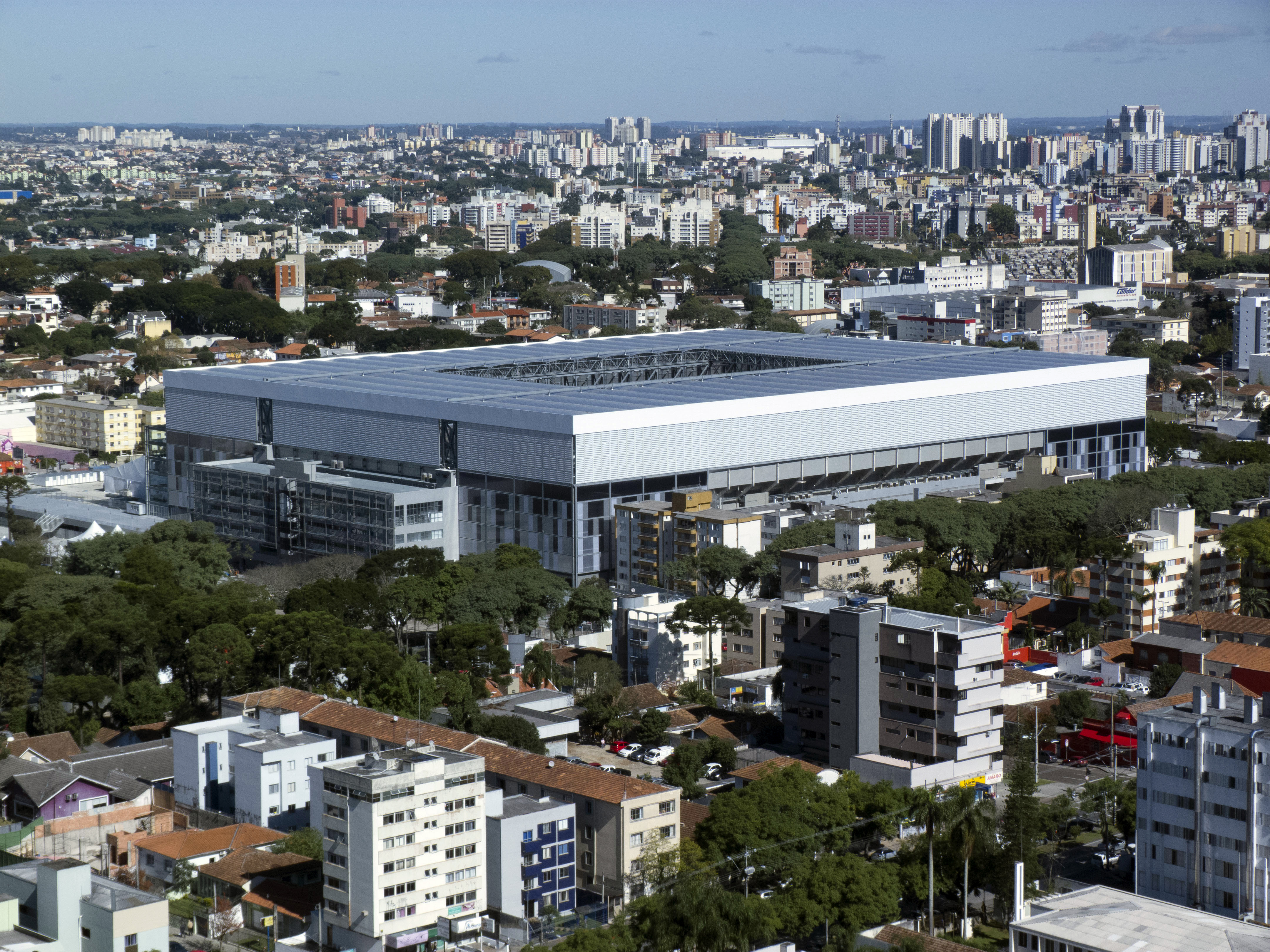
Арена да Байшада
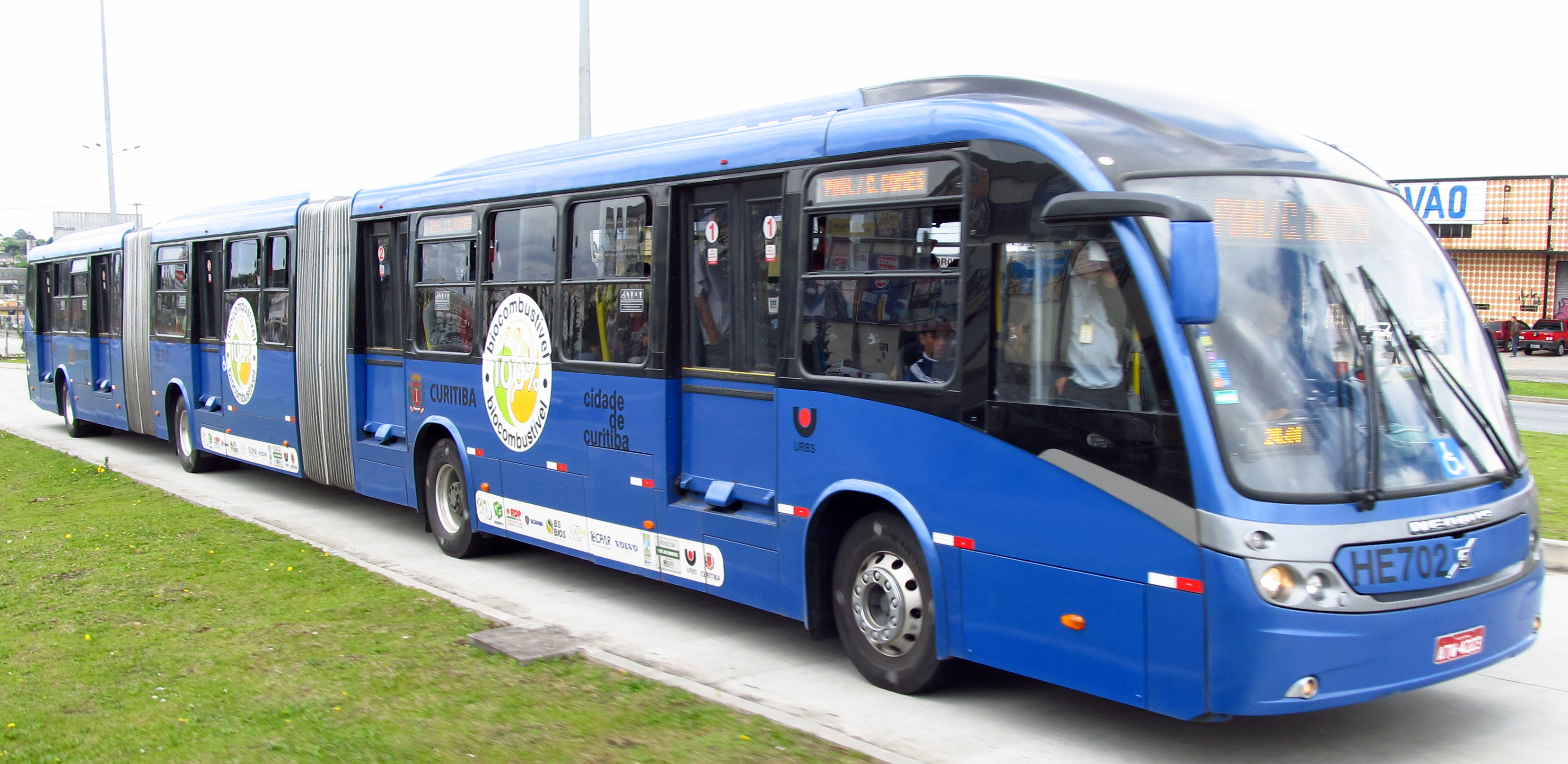
Трисекційний швидкісний автобус
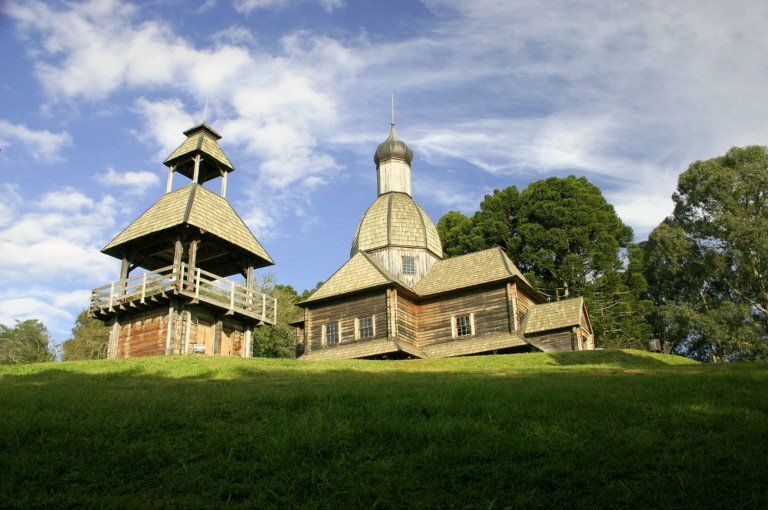
Український Меморіал в парку Тінґуї
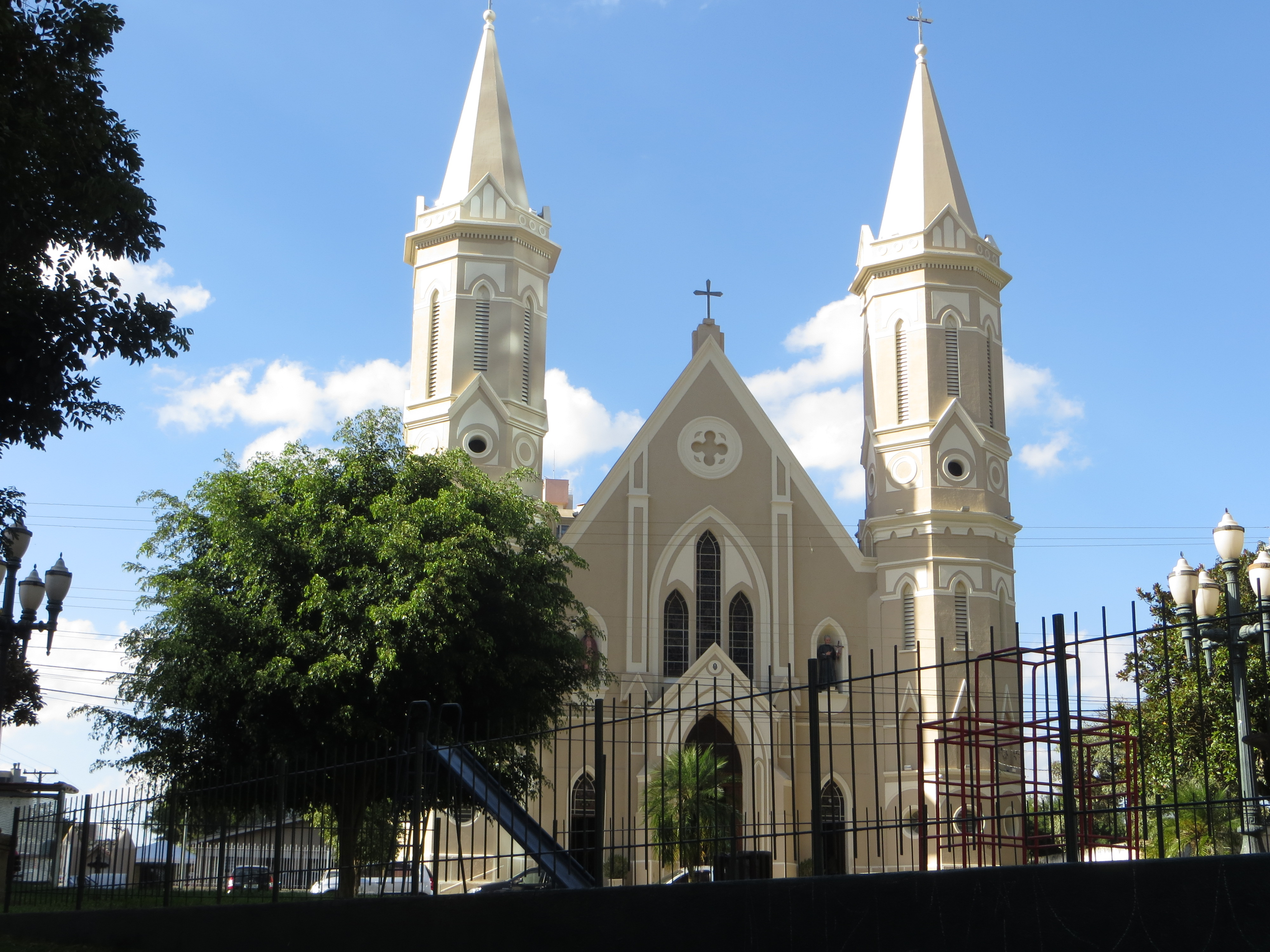
Igreja Bom Jésus do Cabral
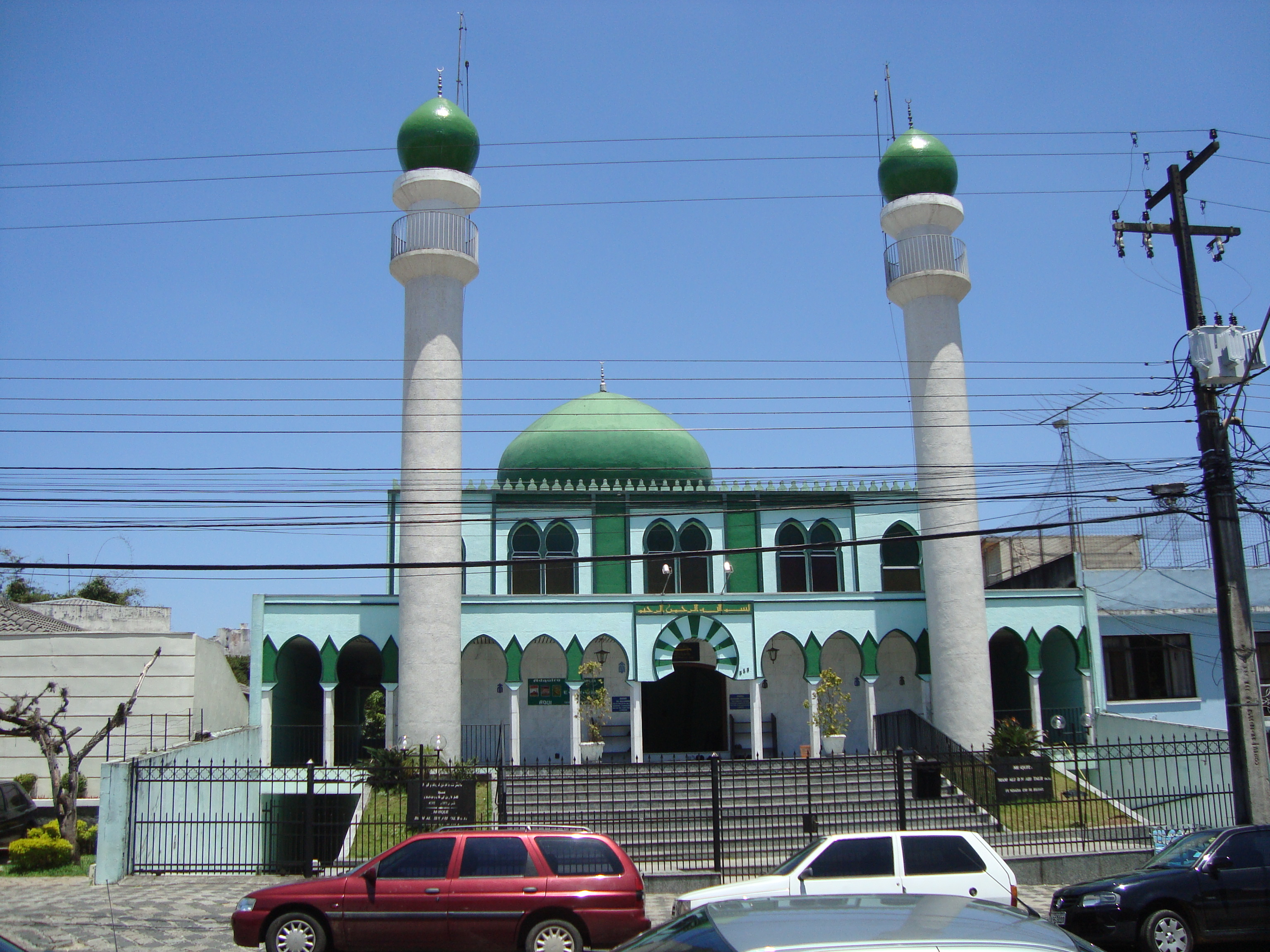
Мечеть Куритиб